# TuS Ahrbach
TuS Ahrbach (Turn- und Sportverein Ahrbach) ist ein Sportverein aus Ruppach-Goldhausen im Westerwald. Als Sportarten betreibt der Verein neben Fuß- und Handball auch Turnen. Bekannt geworden ist der Verein durch seinen Frauenfußball.

## Geschichte
Der Verein wurde 1921 gegründet. Seine Frauenfußballabteilung existiert seit 1976. Ende der 1980er Jahre war der Verein knapp davor, einen Titel im deutschen Frauenfußball zu erringen, doch scheiterte man 1989 an der SSG 09 Bergisch Gladbach im Finale um die deutsche Meisterschaft. Im DFB-Pokal schaffte man es im gleichen Jahr bis ins Halbfinale, verlor dann aber gegen den FSV Frankfurt. Aus dem Verein gingen unten aufgeführte Nationalspielerinnen hervor.
Mitte der 1990er Jahre neigte sich dann die erfolgreiche Zeit des Frauenfußballs dem Ende entgegen. 1997 stieg der TuS Ahrbach aus der Bundesliga ab. In den nächsten beiden Jahren wurde die Mannschaft jeweils Meister der Oberliga Südwest. Während der Saison 1997/98 konnte die Mannschaft gar alle Spiele gewinnen. Beide Male scheiterte der TuS in der Aufstiegsrunde zur Bundesliga. Nach mehreren Jahren im Mittelfeld der Tabelle stieg die Mannschaft 2010 in die viertklassige Rheinlandliga ab. 2012 gelang der Wiederaufstieg in die Regionalliga, dem der sofortige Wiederabstieg als Tabellenletzter folgte.

## Deutsche Nationalspielerinnen
| Name                       | Geburtstag | von–bis   | Länderspiele | Länderspieltore |
| -------------------------- | ---------- | --------- | ------------ | --------------- |
| Bettina Berens             | 02.09.1973 | 1992      | 1            | 0               |
| Helene Dietrich            | 08.12.1960 | 1983      | 1            | 0               |
| Christine Francke          | 12.06.1974 | 1995      | 2            | 0               |
| Marion Isbert, geb. Feiden | 25.02.1964 | 1982–1991 | 58           | 0               |
| Melanie Lasrich            | 23.08.1968 | 1985–1993 | 5            | 3               |
| Ursula Lohn                | 07.11.1966 | 1989–1995 | 26           | 9               |
| Heidi Mohr                 | 29.05.1967 | 1986–1996 | 104          | 83              |
| Jutta Nardenbach           | 13.08.1968 | 1986–1996 | 59           | 4               |